# Advanced Accelerator Applications
Pour les articles homonymes, voir AAA.
Advanced Accelerator Applications (AAA) (NASDAQ: AAAP) est un groupe pharmaceutique spécialisé en médecine nucléaire moléculaire. L’activité du groupe est axée sur les 3 segments de la médecine nucléaire moléculaire (la TEP/PET, la TEMP/SPECT et la thérapie) pour le diagnostic et le traitement de maladies oncologiques (cancer), neurologiques, cardiologiques, infectieuses et inflammatoires.
La médecine nucléaire moléculaire est une spécialité médicale qui utilise des quantités infimes de substances radioactives appelées radiopharmaceutiques pour le diagnostic et le traitement de maladies. En imagerie médicale nucléaire, les traceurs radiopharmaceutiques sont détectés à l’aide de caméras TEP ou TEMP connectées à des ordinateurs pour produire des images précises de la zone observée. La médecine nucléaire peut permettre le traitement de certains types de cancers et autres maladies.
L'imagerie moléculaire permet aux médecins de voir le corps fonctionner et d’évaluer ses processus chimiques et biologiques. Les procédures de médecine nucléaire peuvent souvent identifier des anomalies à des stades précoces dans l'évolution d'une maladie – bien avant la mise en évidence de problèmes médicaux par d’autres tests diagnostiques. 

## Historique
AAA a été créée en 2002 à partir d’un brevet de l'organisation européenne pour la recherche nucléaire (CERN) par le physicien italien Stefano Buono. 
Le groupe compte actuellement 20 centres de production et de R&D qui fabriquent des produits de médecine nucléaire moléculaire diagnostiques et thérapeutiques, et emploie plus de 1000 salariés répartis dans 12 pays (Allemagne, Canada, États-Unis, Espagne, France, Israël, Italie, Pays-Bas, Pologne, Portugal, Royaume-Uni, Suisse).
En octobre 2017, Novartis annonce l'acquisition d'Advanced Accelerator Applications, pour 3,9 milliards d'euros,. En janvier 2018, Novartis finalise le rachat de la société AAA.

## Produits
AAA dispose d’un portefeuille de produits et applications à visée diagnostique et thérapeutique dans les domaines de l’imagerie moléculaire et de la thérapie. Ce portefeuille de produits radiopharmaceutiques comprend des marqueurs radioactifs TEP (Tomographie par Émission de Positons) et des produits diagnostics TEMP (Tomographie par Émission Mono-Photonique).
Parmi les produits en développement ou début de commercialisation,dont le chef de file est le Lutathera (Lutécium Lu 177 dotatate), pour le traitement des tumeurs neuroendocrines gastro-entéropancréatiques (TNE-GEPs). Il se fixe sélectivement sur les récepteurs à la somatostatine, récepteurs surexprimés dans les cellules tumorales, tout en émettant des rayonnements gamma pour permettre aux médecins de visualiser où se trouvent le produit et la tumeur. Il utilise du lutécium, ce qui constitue une barrière à l'entrée pour des génériques.
NETSPOT (anciennement connu sous le nom de Somakit-TATE) et SomaKit TOC. NETSPOT et SomaKit TOC, ou Somakit, sont des kits pour le marquage radioactif de peptides analogues à la somatostatine pour aider au diagnostic des lésions TNE-GEP possédant des récepteurs à la somatostatine . Chaque kit a été désigné comme médicament orphelin par l’EMA et la FDA. En juin 2016, NETSPOT a été autorisé par la FDA. Somakit-TOC est développé suivant le même processus réglementaire que NETSPOT.